# 이강서
이강서(1984년 1월 10일 ~ )는 KIA 타이거즈의 전 야구 선수다.

## 출신 학교
- 북일고등학교
- 원광대학교

## 같이 보기
- 2007년 KIA 타이거즈 시즌